# Uncle Sam (DC Comics)

Une des représentations les plus connues de l'Oncle Sam, à l'origine de ce personnage.

Uncle Sam est un super-héros de bande dessinée inspiré d'Oncle Sam, personnification des États-Unis. Créé par Will Eisner pour Quality Comics dans le comic book National Comics no 1 en 1940, il n'est plus utilisé par cette maison d'édition après 1944. DC Comics rachète le personnage avec les autres super-héros de Quality dans les années 1950, et le relance en 1973.
Personnage mineur de l'univers DC, il fait l'objet en 1997 d'un album remarqué d'Alex Ross et Steve Darnall, publié par le label de DC Vertigo.